# Herritslev Mose
Herritslev Mose er en rørsump på ca. 700m * 700m beliggende ud til Herritslev Nor, ca. 4 km øst for Nysted på Lolland. Den regionale cykelrute 38 (Paradisruten) fører forbi området ad Egholmvej.

## Galleri
- Udsigt over dæmningen mod mosen
- Udsigt over noret mod mosen og Egholm